# Wilhelm Heinse
Wilhelm Johann Jakob Heinse (Langewiesen, 16 febbraio 1749 – Aschaffenburg, 22 giugno 1803) è stato uno scrittore tedesco.

## Biografia
Dopo il ginnasio di Schleusingen frequentò l'Università di Jena e quella di Erfurt per studiare legge. Qui conobbe il poeta Wieland e per suo tramite padre Gleim che nel 1772 gli procurò un impiego di precettore presso una famiglia di Quedlinburg.
Nel 1774 andò a Düsseldorf, aiutando il poeta Jacobi a pubblicare il periodico Iris. Appassionatosi all'arte, nel 1780 partì per l'Italia, ove risiedette tre anni.
Tornato a Düsseldorf nel 1784, nel 1786 fu nominato lettore e poi bibliotecario dal Principe elettore Friedrich Karl Josef von Erthal, arcivescovo di Magonza.
L'opera per la quale Heinse è maggiormente noto è Ardinghello e le isole felici (1787), una novella ambientata nell'Italia del Cinquecento, per mezzo della quale egli espone il suo punto di vista sull'arte e la vita.
Nelle altre novelle Laidion, o i misteri eleusini (1774) e Hildegard von Hohenthal (1796) unisce la schietta sensualità del Wieland con gli ardori dello "Sturm und Drang", ponendo al centro delle sue riflessioni l'importanza del libero amore.
Heinse ebbe una notevole influenza, sia come novellista che come critico, sulla scuola romantica, grazie al suo indubbio talento, e nonostante le sue irrequietezze caratteriali.  Inoltre contribuì, assieme a Winckelmann e Goethe, a rafforzare il mito di un'Italia ancora imbevuta di riminescenze paganeggianti che si ricollegavano all'età classica, ma anche di un Paese elevato artisticamente e festoso.
I suoi scritti completi furono pubblicati per la prima volta a Lipsia nel 1838.